# 七塚駅
七塚駅（ななつかえき）は、広島県庄原市七塚町にある、西日本旅客鉄道（JR西日本）芸備線の駅である。

## 歴史
- 1923年（大正12年）12月8日：芸備鉄道が塩町駅（現・神杉駅）から備後庄原駅まで延伸した際に開業[1]。
- 1933年（昭和8年）6月1日：芸備鉄道が国有化され、国有鉄道庄原線の駅となる[1]。
- 1936年（昭和11年）10月10日：庄原線が三神線に編入され、当駅もその所属となる。
- 1937年（昭和12年）7月1日：三神線が芸備線の一部となり、当駅もその所属となる。
- 1972年（昭和47年）9月1日：無人駅化[2]。
- 1987年（昭和62年）4月1日：国鉄分割民営化により、西日本旅客鉄道の駅となる[1]。

## 駅構造
三次方面に向かって右側に単式ホーム1面1線を有する地上駅（停留所）。三次鉄道部管理の無人駅で駅舎はなく、ホーム上に待合所とトイレがあるのみ。備後落合方面の出入口から直接ホームに入る形になっている。トイレはかつて男女共用の汲み取り式であったが、1998年（平成10年）4月に皇太子（今上天皇）および皇太子妃（現 皇后）が国営備北丘陵公園を訪れる際に当駅を利用されることとなり、それに合わせて現在のトイレが新築された。現在のトイレは男女別の簡易水洗式で、身体障害者用トイレも併設されている。自動券売機は設置されていない。

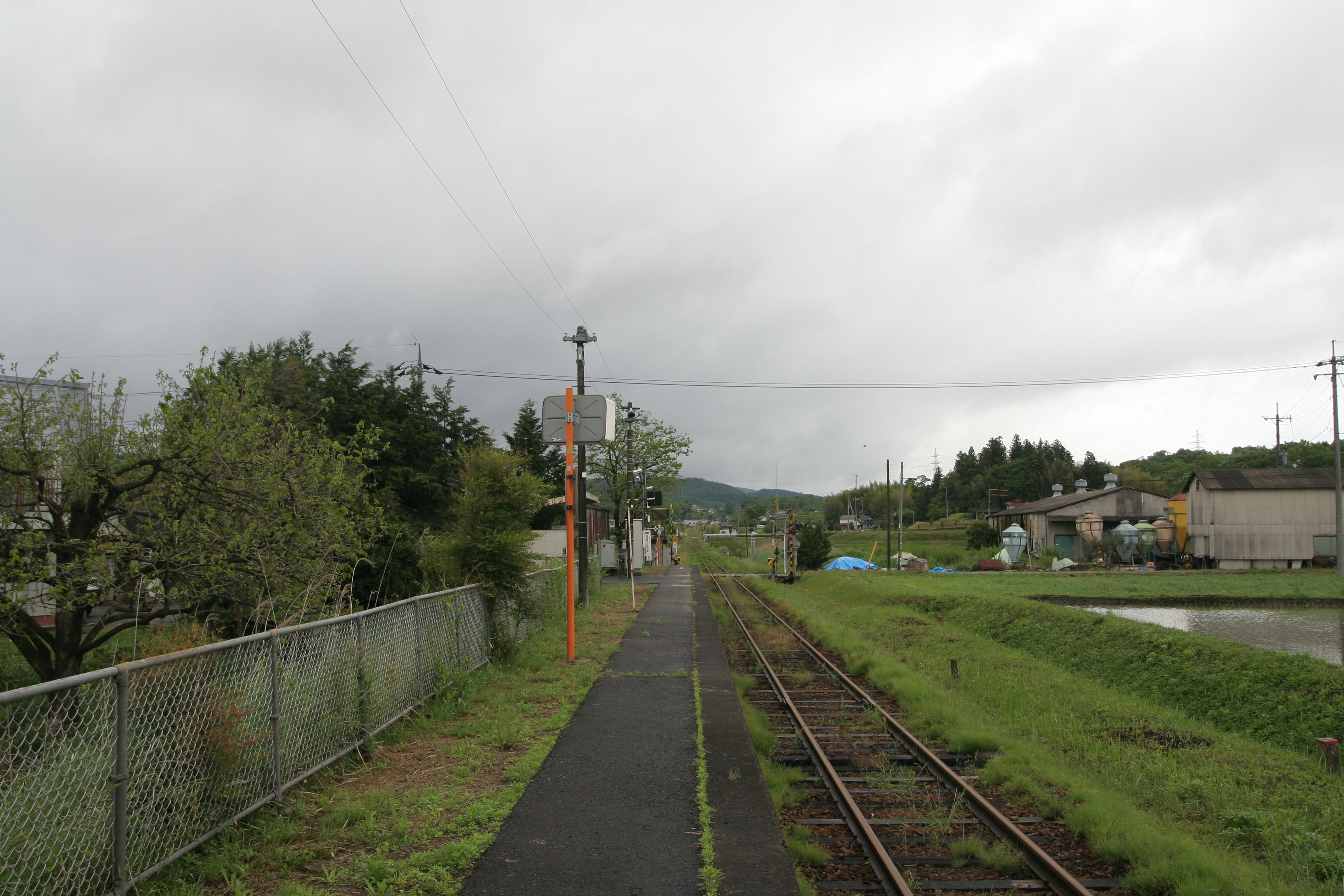
構内（2010年5月）
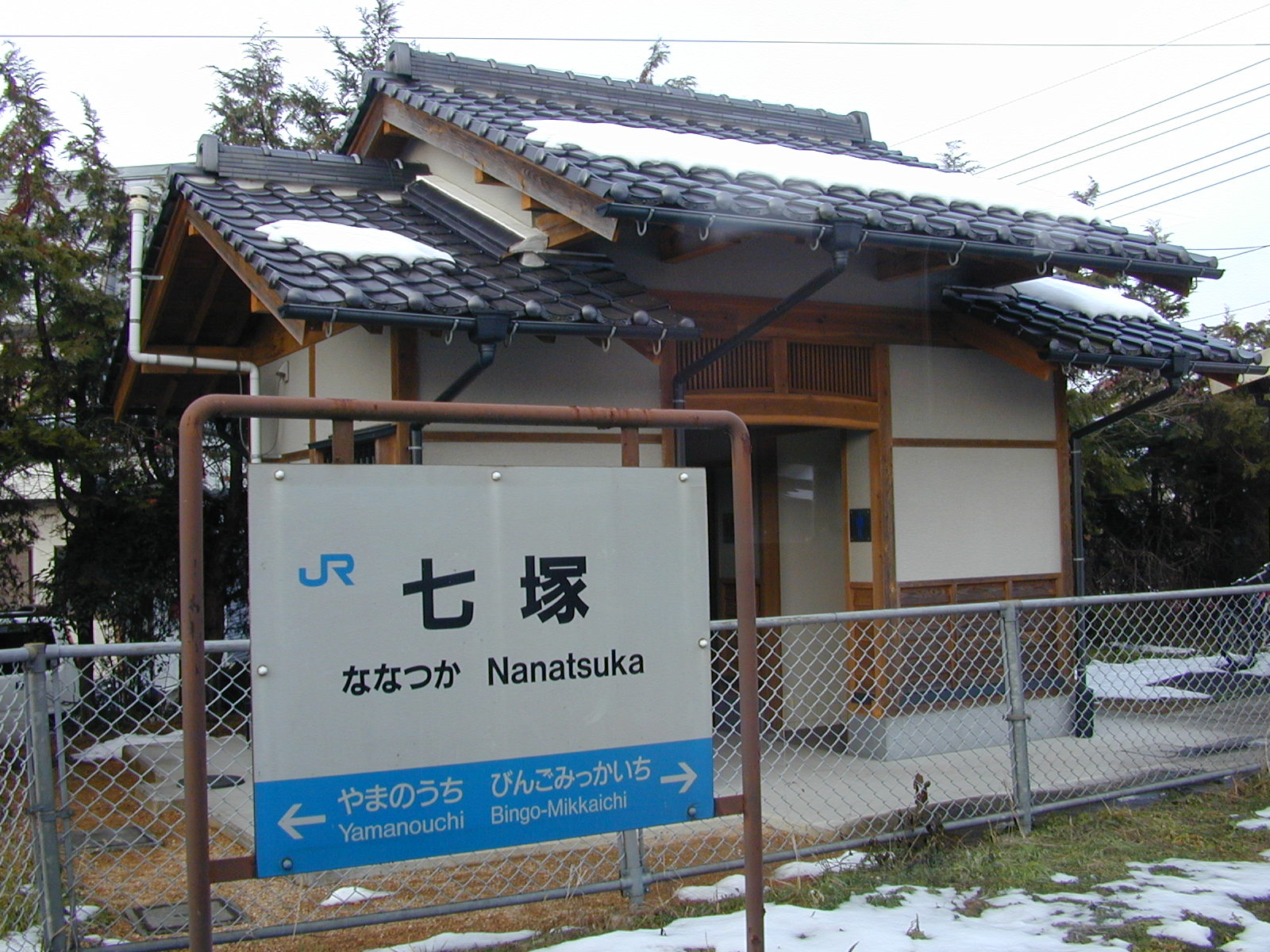
駅名標（後方の建物はトイレ）

## 利用状況
1日平均の乗車人員は以下の通り。
| 年度               | 1日平均 乗車人員 | 出典        |
| ------------------ | ---------------- | ----------- |
| 1981年（昭和56年） | 6                |             |
| 1990年（平成2年）  | 14               |             |
|                    |                  |             |
| 2002年（平成14年） | 2                | [ 3 ]       |
| 2003年（平成15年） |                  |             |
| 2004年（平成16年） |                  |             |
| 2005年（平成17年） |                  |             |
| 2006年（平成18年） |                  |             |
| 2007年（平成19年） |                  |             |
| 2008年（平成20年） |                  |             |
| 2009年（平成21年） |                  |             |
| 2010年（平成22年） |                  |             |
| 2011年（平成23年） | 3                | [ 4 ]       |
| 2012年（平成24年） | 2                | [ 4 ]       |
| 2013年（平成25年） | 2                | [ 4 ]       |
| 2014年（平成26年） | 1                | [ 5 ] [ 4 ] |
| 2015年（平成27年） | 4                | [ 4 ]       |
| 2016年（平成28年） | 3                | [ 4 ]       |
| 2017年（平成29年） | 3                | [ 4 ]       |
| 2018年（平成30年） | 3                |             |
| 2019年（令和元年） | 4                |             |
| 2020年（令和2年）  | 3                |             |

## 駅周辺
- 国道183号
- 国営備北丘陵公園
- 七塚簡易郵便局

## 隣の駅
西日本旅客鉄道（JR西日本）
 芸備線
備後三日市駅 - 七塚駅 - 山ノ内駅